# Ptychadena tournieri
Ptychadena tournieri é uma espécie de anfíbio da família Ranidae.
Pode ser encontrada nos seguintes países: Costa do Marfim, Gâmbia, Guiné, Guiné-Bissau, Libéria, Senegal e Serra Leoa.
Os seus habitats naturais são: florestas subtropicais ou tropicais húmidas de baixa altitude.